# Hemiceras buscki
Hemiceras buscki är en fjärilsart som beskrevs av Dyar 1908. Hemiceras buscki ingår i släktet Hemiceras och familjen tandspinnare. Inga underarter finns listade i Catalogue of Life.